# Debora Raiza Ribeiro Benevides
Debora Raiza Ribeiro Benevides (Campo Grande, 16 de setembro de 1995) é uma atleta paralímpica de paracanoagem.

## Biografia
A atleta nasceu com uma má-formação que resultou na atrofia de suas pernas. Ela começou a praticar atletismo aos 15 anos, mas após alguns anos, percebeu que seu verdadeiro potencial estava na canoagem.
Ela foi ouro no Pan-americano de Canoagem Velocidade 2014 na categoria V1 TA.
Debora participou dos Pan-Americanos de canoagem, em 2018, conquistando a medalha de ouro nos KL2 e VL2 com 59s78 e 1min13s44, respectivamente. Em 2022 ela participou do Parapan-Americano de canoagem e ganhou prata nos 200m VL2 feminino.
Ela também participou das Paralimpíadas de Rio 2016 e Tóquio 2020, onde ficou em 5ª e 7ª colocação, respectivamente.
Em 2023 ela fez parte da seleção brasileira, com outros 17 atletas fazendo dessa a maior delegação da história do Brasil que já participou do Mundial de Paracanoagem.

## Títulos
Mundial de Milão
- Bronze na canoa: 2015 (Itália)[1]

Mundial da Alemanha
- Prata na canoa: 2016[1]

Campeonato Sul-Americano de Canoagem
- Ouro no caiaque: Paipa, 2017 (Colômbia)[1]

Mundial de Racice
- Prata na canoa: 2017 (República Tcheca)[1]

Pan-Americano de Canoagem
- Ouro no caiaque: Dartmonth, 2018 (Canadá)[1][6]
- Ouro na canoa: Dartmonth, 2018 (Canadá)[1][6]

Mundial em Copenhague
- Bronze na canoa: 2021[1]

Parapan-Americano de Canoagem
- Prata na canoa: 2022 (Halifax)[1][7]